# Christelijke Scholengemeenschap Buitenveldert

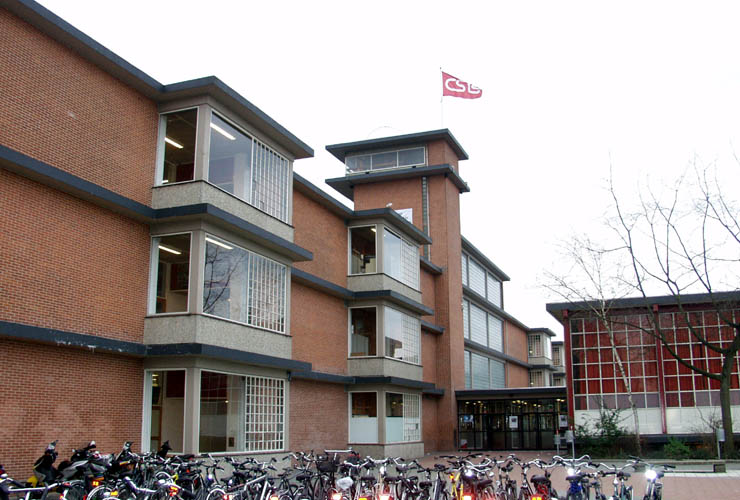
Gebouw van de Christelijke Scholengemeenschap Buitenveldert aan de De Cuserstraat.

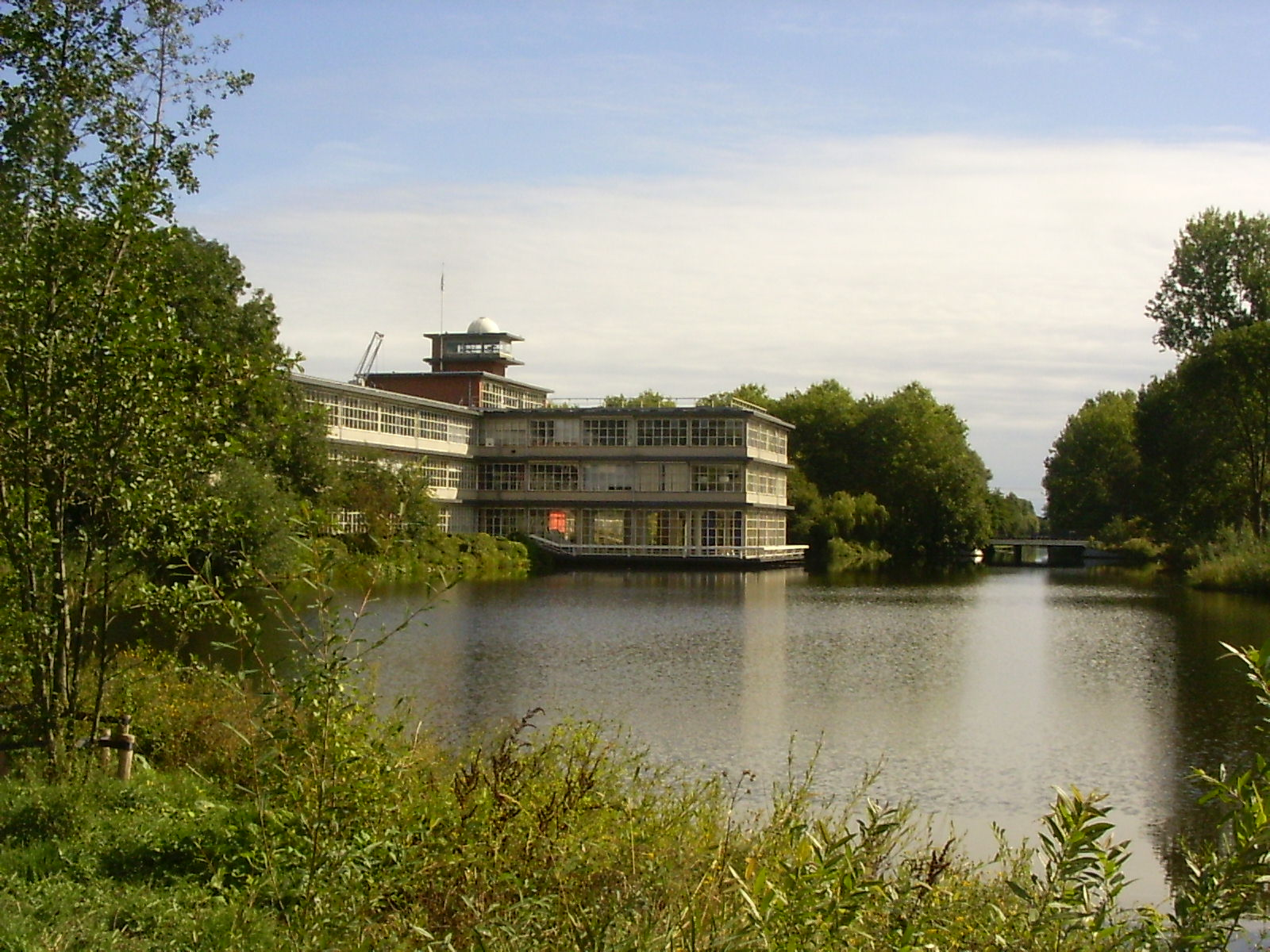
Waterzijde met sterrenkoepel.

De Christelijke scholengemeenschap Buitenveldert, kortweg de CSB, is een school voor voortgezet onderwijs in Buitenveldert in het stadsdeel Amsterdam-Zuid, aan de De Cuserstraat achter de VU, aan de Kalfjeslaan, vlak bij Uilenstede.
De school heeft 4 soorten brugklassen: mavo, mavo/havo kansklas, havo en havo/vwo kansklas. Per september 2015 zitten er circa 840 leerlingen op.

## Schoolgebouw
De school is gevestigd in het gebouw De Cuserstraat 3, rond 1960 ontworpen door architecten Marius Duintjer, Dick van der Klei en kunstenaar Charles Karsten ("kletsmuurtjes"). Het gebouw is rijksmonument (532195), exclusief de latere aanbouwen. In oktober 2009 zijn twee nieuwe vleugels geopend. Het Parool vroeg “hun” architectuurjournalist Jaap Huisman in 2025 vijf verborgen parels in Amsterdam te benoemen. Daarbij noemde Huisman ook dit schoolgebouw. Hij omschreef het als een vrij onbekend gebouw, alleen (ex-)leerlingen en (ex-)leraren kennen het" en "dit schitterende modernistische gebouw". 
De vleugels worden gebruikt voor creatieve vakken als muziek, tekenen, dramatische expressie en sport.

## Samenwerking
De CSB vormt samen met het Hermann Wesselink College te Amstelveen, het VeenLanden College te Mijdrecht en Vinkeveen, het Hervormd Lyceum Zuid en het Hervormd Lyceum West te Amsterdam, de Cedergroep. Vijf scholen, die onder één bestuur samenwerken om de kwaliteit van het onderwijs in de scholen te verhogen.